# Румунски православни протопрезвитерат Приобалне Дакије
Румунски православни протопрезвитерат Приобалне Дакије (рум. Protopopiatul Ortodox Român al Daciei Ripensis) је протопрезвитерат Румунске православне цркве који се налази у саставу Тимочког викаријата епархије Дакије Феликс. Један је од три протопрезвитерата Тимочког викаријата, а седиште се налази у Неготину. Протопрезвитерат обухвата православне Румуне (и неке Влахе) који живе у околини Неготина. Протопрезвитер је Бојан Александровић.
Протопрезвитерат је канонски непризнат од стране Српске православне цркве.